# 2024년 하계 올림픽 라오스 선수단
공식 명칭은 라오스인민민주공화국(Lao People's Democratic Republic)인 라오스는 2024년 7월 26일부터 8월 11일까지 파리에서 열리는 2024년 하계 올림픽에 출전했다. 이번 파리 참가로 라오스는 1980년 대회 데뷔 이후 11번째 올림픽 출전을 기록하게 됐다. 1984년 올림픽은 보이콧으로 인해 출전하지 못했다.

## 출전 선수
| 종목 | 남자 | 여자 | 전체 |
| ---- | ---- | ---- | ---- |
| 육상 | 0    | 1    | 1    |
| 체조 | 0    | 1    | 1    |
| 수영 | 1    | 1    | 2    |
| 전체 | 1    | 3    | 4    |

## 매달 집계
| 종목 | 1 | 2 | 3 | 합계 |
| 종목 | ' | ' | ' | '    |
| 종목 | ' | ' | ' | '    |
| 종목 | ' | ' | ' | '    |
| 합계 | ' | ' | ' | '    |

## 같이 보기
- 2024년 하계 올림픽